# 硬石山
硬石山（かたいしやま、こうせきやま）は、北海道札幌市南区にある山である。
札幌の南郊外にあって、明治時代から札幌硬石という石材を産出した。現在は切込砕石（道路路盤用やコンクリートに混ぜて骨材にするためのもの）が主として生産され、石垣や護岸に用いられる自然石も生産されている。
標高371.0メートルとされるが、これは三角点のある東峰の高さである。中央峰はより高く397メートル、西峰は353メートルである。
「かたいしやま」の名称は周辺一帯の住所としても用いられている。一方、じょうてつバスの停留所名は「こうせきやま」である。

## 地形
後志山地の東の端にあって、ほぼ独立した山塊をなす。豊平川の屈曲部にあたり、この川が山の南と東を縁取る。南面では絶壁が川に面する。北には南の沢川が流れている。北、東、南の三面の麓は平地で、主に住宅地として利用されている。山の東側は採石場で、階段状に山が切り取られている。山体は、新生代第三紀中新世末に地下からあがってきたマグマがデイサイトになったものである。

## 歴史と山の利用
硬石山での採石は、1872年（明治5年）にさかのぼる。新しく北海道の首府として建設が始まった札幌に石材を供給するために、大岡助右衛門が採石を始めたのが始まりである。対岸の穴の沢で札幌軟石が発見されると、札幌硬石として区別された。これが硬石山の名の由来である。主に建物の土台など強度を要するところに札幌硬石、壁などの飾り石に札幌軟石が使い分けられて盛んに用いられた。事業ははじめ開拓使の官営であったが、後に民間が払い下げを受けた。
一般的に登る山ではない。南側、豊平川対岸の河川敷には豊平川緑地があり、圧倒的な高度をもってそそり立つ硬石山の岩壁を眺めることができる。
2022年（令和4年）9月下旬以降、硬石山一帯でヒグマの出没が相次いだ。このことから北海道は同年10月7日から硬石山一帯に初めてヒグマ注意報を発出（注意報等の制度は同年より北海道庁が始めたもの）。同年11月6日に解除。

## ギャラリー

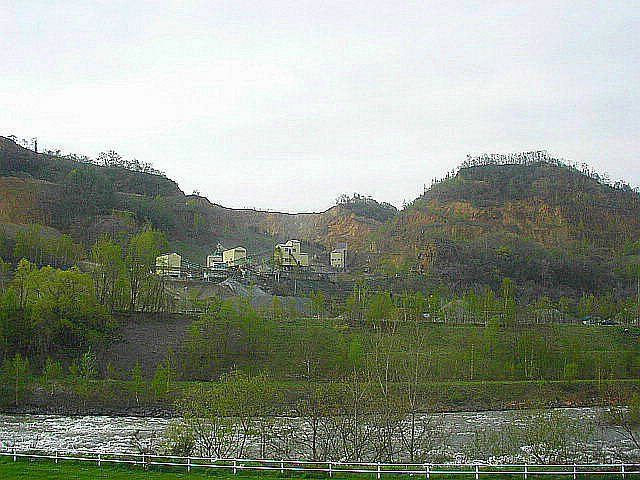
採石場と豊平川（2004年5月）
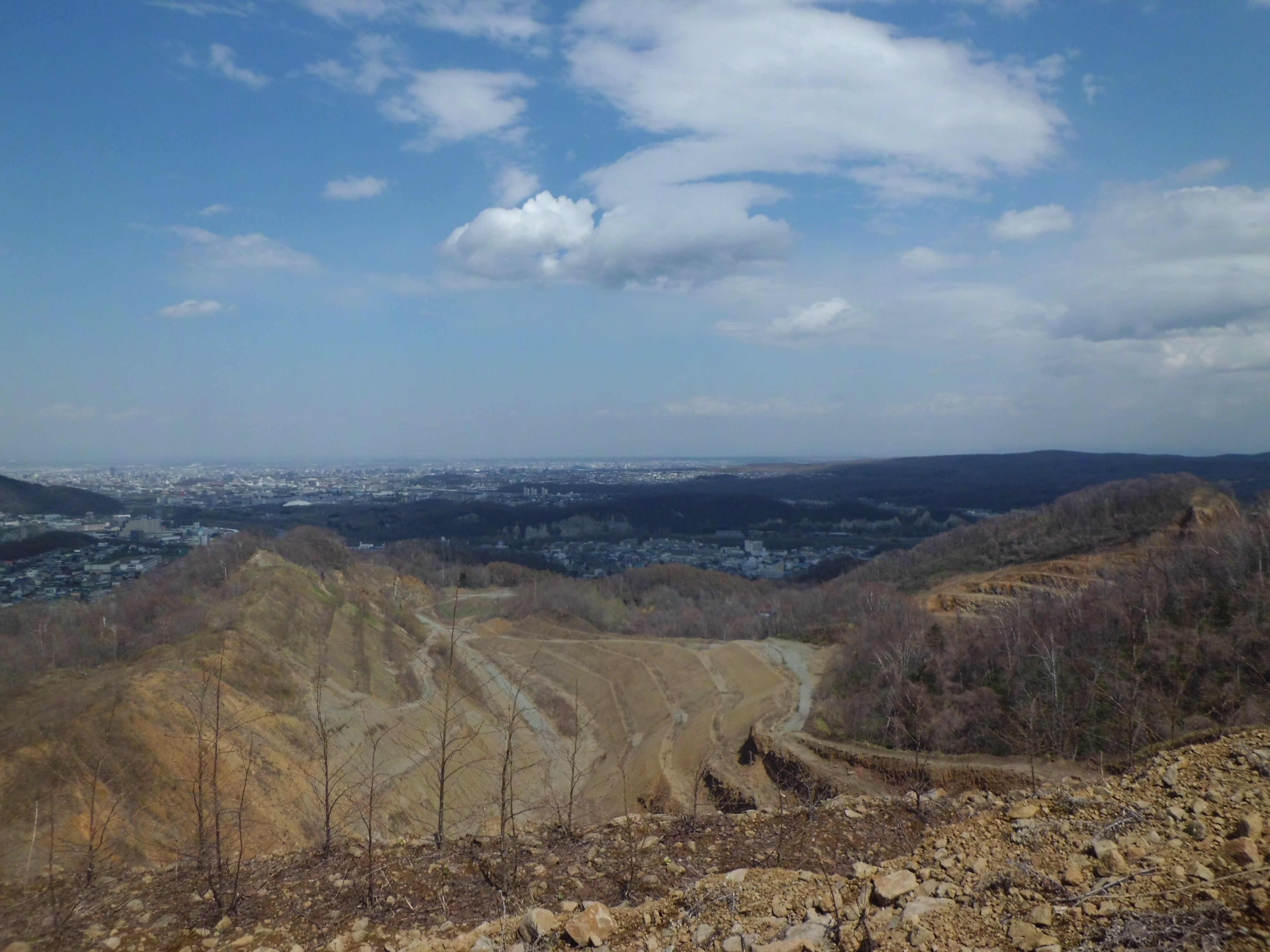
上から見た採石場
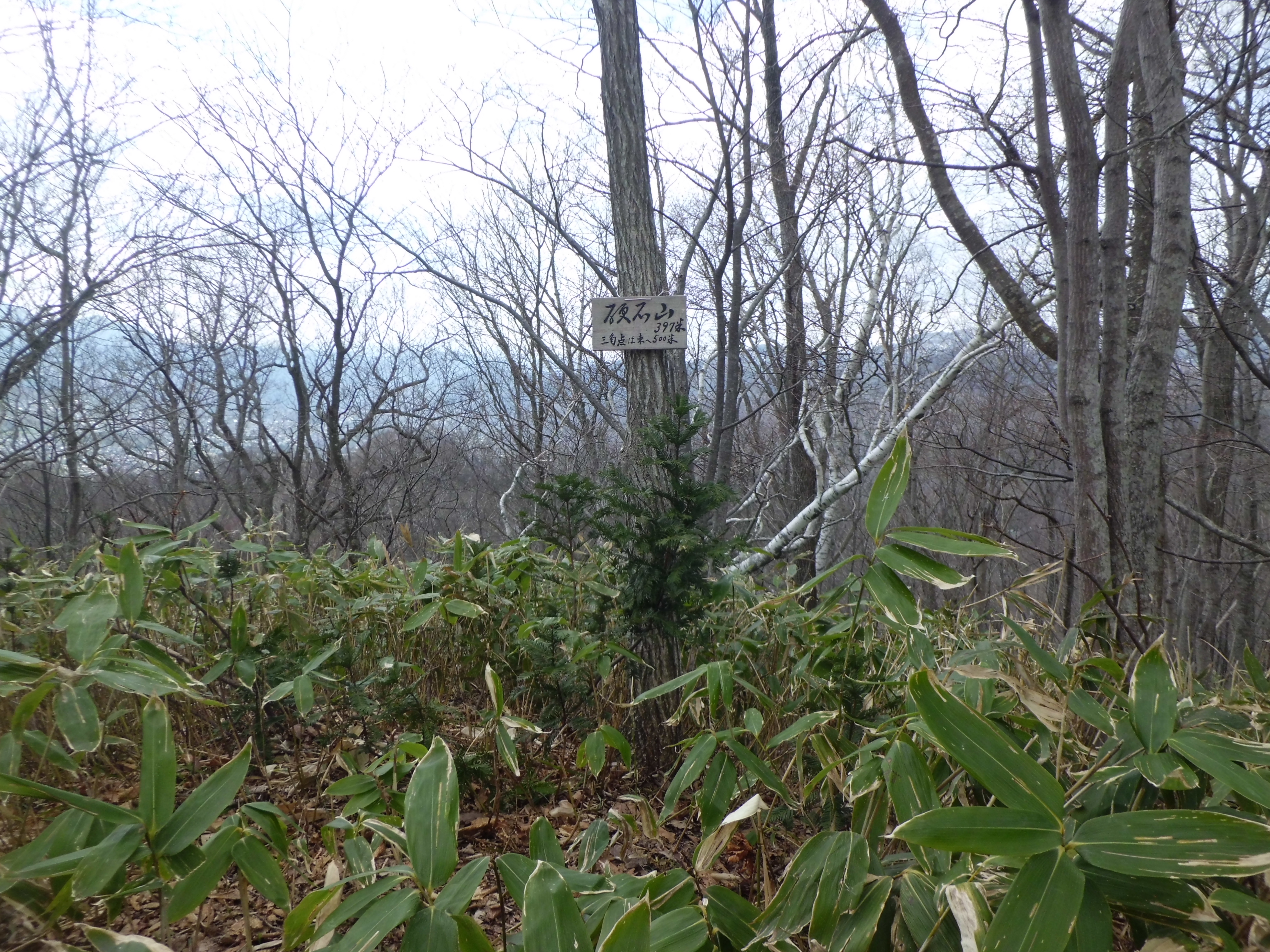
中央峰
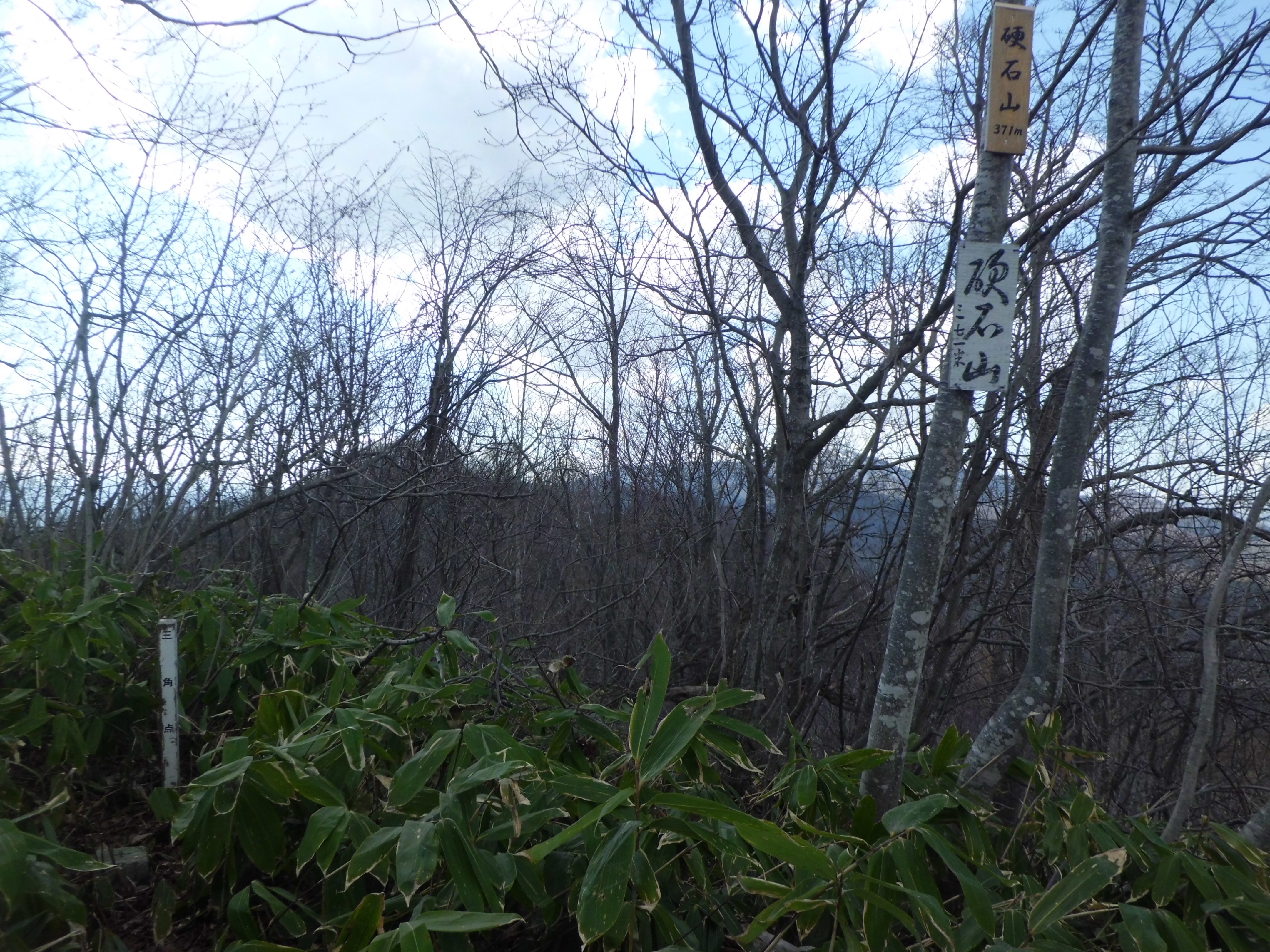
山頂と三角点